# 酮替酚
酮替酚（英語：Ketotifen），商品名包括Zaditor等，是第二代非竞争性H1抗组胺药和肥大细胞稳定剂，常见的酮替酚药物一般为其富马酸盐（富马酸酮替酚）。酮替酚有两种给药途径。眼部给药时用于治疗过敏性结膜炎，口服给药时用于预防哮喘发作、过敏反应及各种过敏性肥大细胞疾病。   
酮替酚于 1970 年获得专利，并于 1976 年投入医疗使用。 

## 医疗用途
酮替芬可用于缓解和预防大多数季节性过敏相关的眼部瘙痒和刺激，起效时间约在给药后几分钟内，其药物代谢半衰期约为 12 小时。该药物尚未在三岁以下儿童中进行过研究。  除了抗组胺活性外，它还是一种功能性白三烯拮抗剂和磷酸二酯酶抑制剂。 
口服酮替酚在加拿大、欧洲和墨西哥已用于治疗哮喘、过敏性鼻炎、过敏性结膜炎、特应性皮炎、慢性荨麻疹、寒冷性荨麻疹、胆碱能性荨麻疹，以及包括肥大细胞增多症、肥大细胞活化综合征 (MCAS)、过敏性和非过敏性过敏反应、血管性水肿和食物过敏在内的系统性肥大细胞疾病。
在美国，酮替酚可凭处方购买。对于患哮喘或过敏性疾病的成人及年龄较大的儿童，酮替芬的推荐剂量为1毫克/次，每天两次。对于治疗荨麻疹相关的用途，FDA 工作人员建议进行更广泛的评估。
该药品还可能有助于缓解肠易激综合征。 

## 副作用
全身性给药（口服）的副作用包括嗜睡、体重增加（5千克左右）、口干、易怒和鼻出血增加等。 

## 药理
酮替芬是一种选择性抗组胺药（即 H1 组胺受体的反激动剂）(K i = 0.166 nM)  和肥大细胞稳定剂。 此外，酮替芬有较弱的抗胆碱能（K i = 204 nM 对于mACh ) 和抗血清素(K i = 38.9 nM 对于 5-HT2A ) 活性。  然而在常用临床剂量下，酮替芬的抗胆碱能和抗血清素活性均不显著。 

## 社会与文化

### 商品名
酮替芬在全球以许多不同商品名销售。 